# 战神广场 (阿讷西)

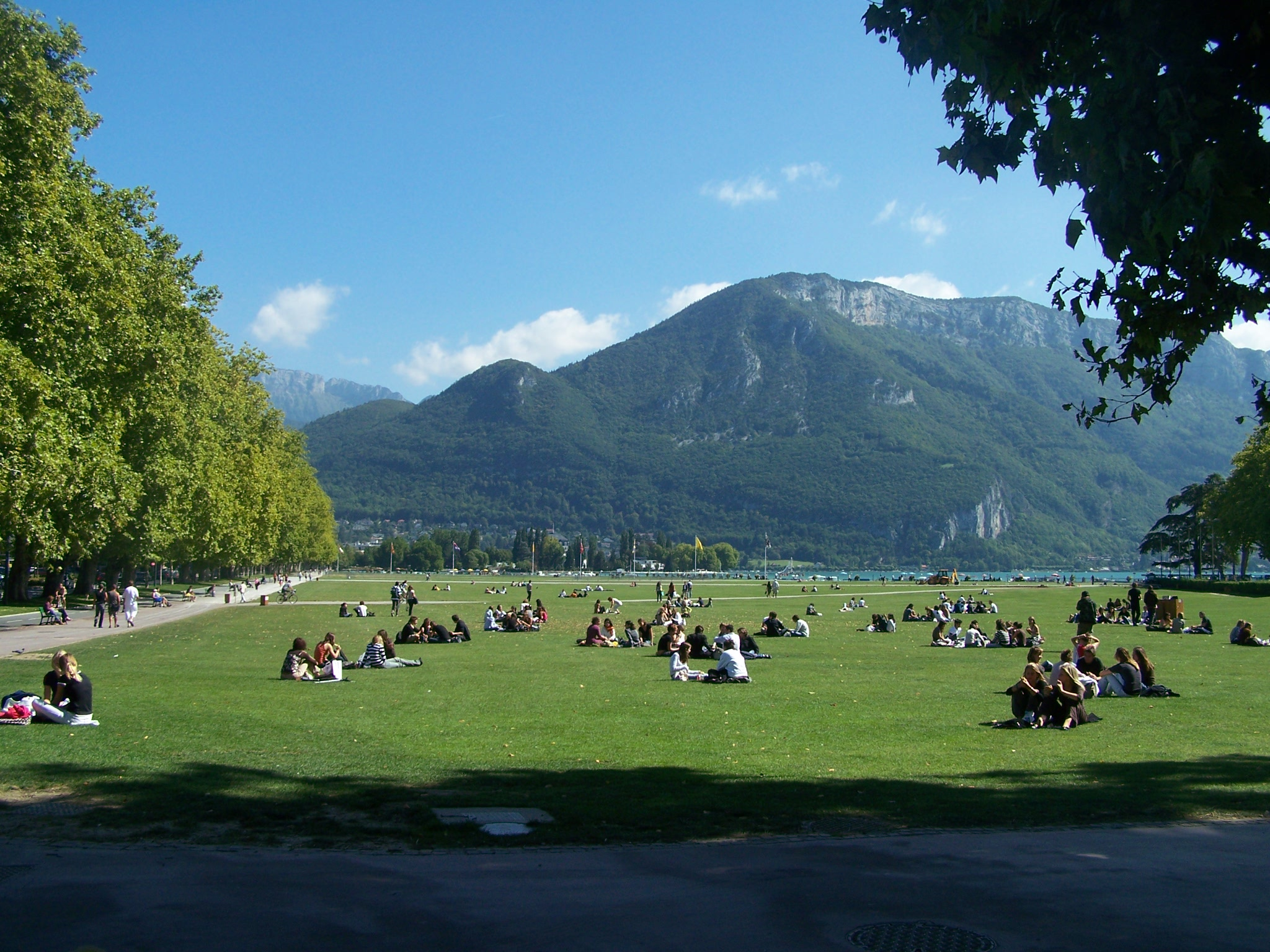

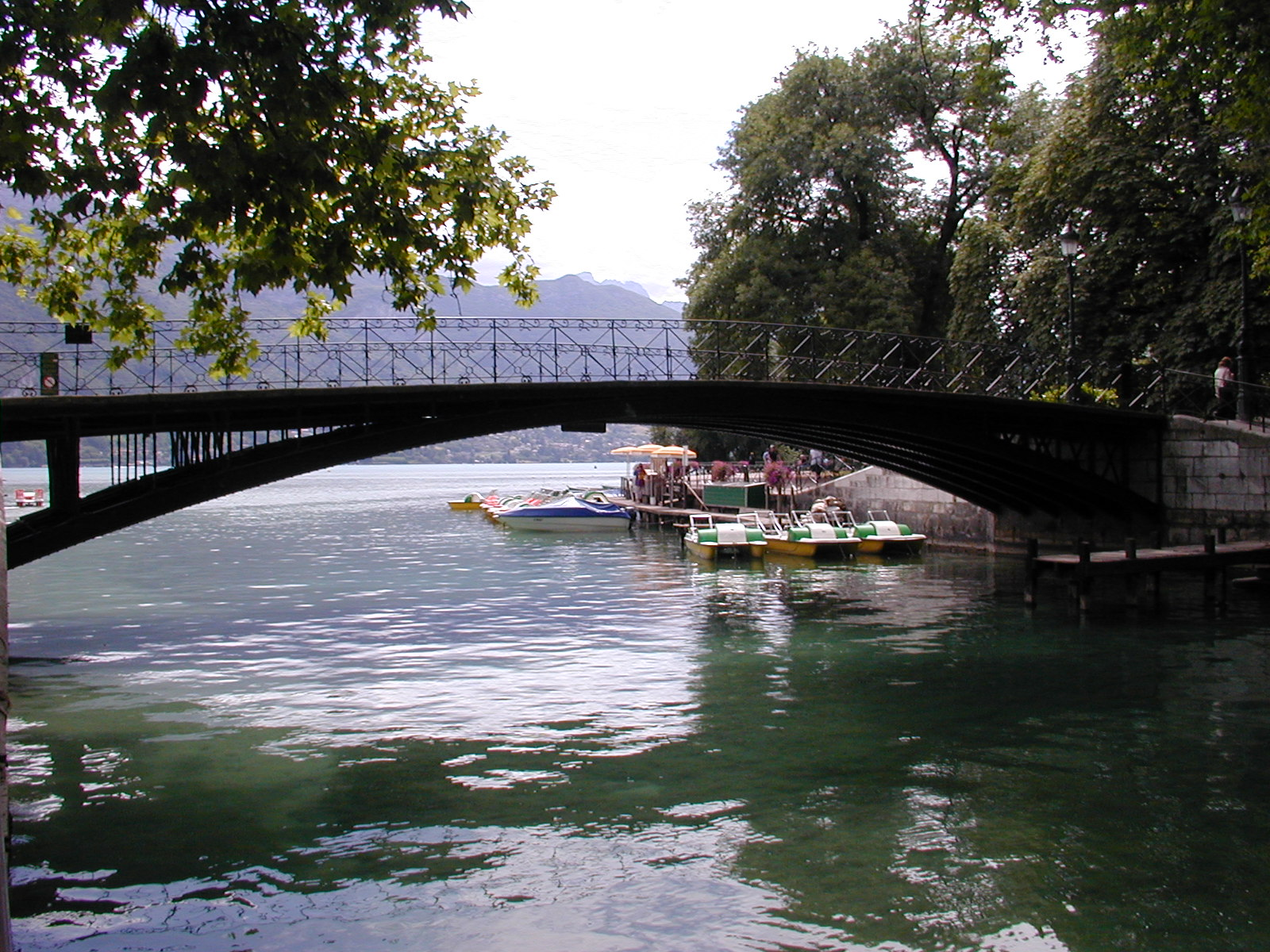

战神广场（法語：Champ de Mars）又名Le Pâquier是法国奥弗涅-罗讷-阿尔卑斯大区上萨瓦省阿讷西一块宽阔的空间，位于阿讷西湖岸边，占地7.5公顷，享有湖泊和周围群山的美丽景色。